# Tronhimmel

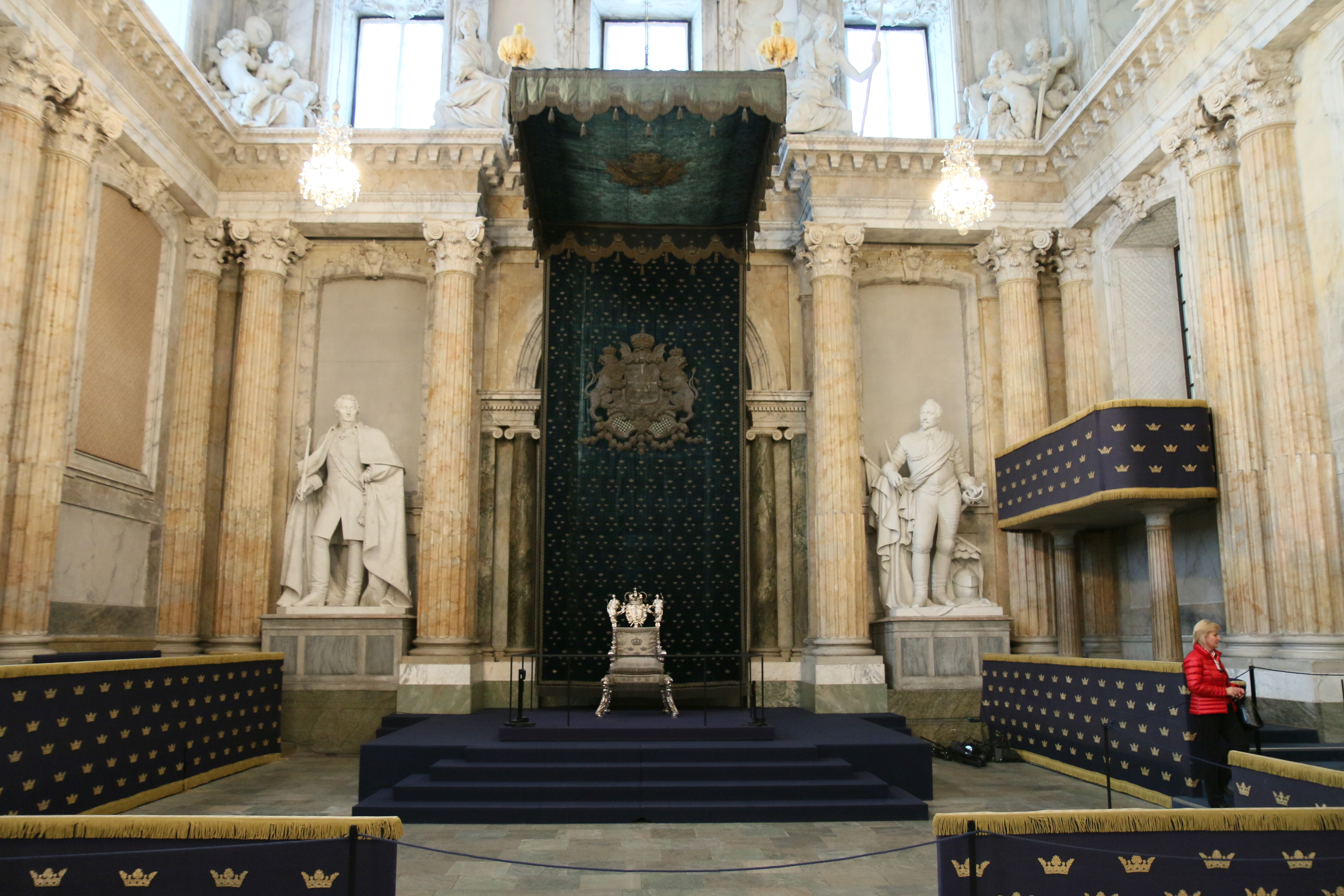
Tronhimmlen i rikssalen på Kungliga slottet med Drottning Kristinas silvertron.

Tronhimmel, takhimmel, dyrbart, ofta broderat tyg som hänger över en tron eller högsätet i ett rum. Till tronhimmeln hör en så kallad "ryggvandt" som klär väggen bakom tronen och är tillverkad i samma tyg som själva tronhimmeln. Tronhimmeln användes som prydnad i praktrum ända fram till tidigt 1900-tal. Tronhimlar från 1500-, 1600- och 1700-talen finns bevarade i statens samlingar.
Takhimlar var inte enbart till för kungligheter utan kunde även finnas i finare hem. På det gamla Oxenstiernagodset Tidö i Västmanland finns en takhimmel från 1600-talet kvar.